# 低周波
低周波（ていしゅうは）とは、波動や振動の周波数（振動数）が低い（小さい）こと。または周波数の小さい音波、電波や交流を指す。

## 音波
音での低周波の定義として、100 Hz以下は低周波音と呼ばれる。また、20 Hz以下は超低周波音と呼ばれる。

## 自然科学
自然科学では低周波地震が知られている。低周波地震は1 Hzから2 Hz程度の地震のことである（通常の地震は10から20 Hz程度）。地震の規模はM1～2程度である。低周波領域の地震は規模に比して震動がゆっくりしているのが特徴で、震動の周期が長いため長周期地震とも呼ばれる。発生地点が浅い場合と深い場合で分類されている（浅部・深部）。火山性の地震の特徴としてもみられる。また、継続時間が長くなってM3～4程度と若干規模が大きくなる超低周波地震も存在する。同じく低周波領域で起こるもので、1秒間に小刻みに揺れる低周波微動や通常の地震によるプレートすべりに比べ遥かに遅い速度（長時間）で滑るゆっくりすべり（スロースリップまたはゆっくり地震とも）、震動の大きさに比して大きな津波が発生する津波地震との関連が指摘されている。

## 電磁波
低周波電磁界の健康や機器への影響についての研究がされているが、環境電磁工学では低周波電磁界のはっきりとした定義はない。WHOでは100 kHz以下の電磁界を超低周波電磁界としている。日本国の電波法では10 kHzを超える電界・磁界が人体に与える強度の値を定めている。

## 電気工学
はっきりとした定義はないが、およそ、音声周波数帯域（可聴域 20 Hzから20 kHz程度）より低い周波数から、音声周波数帯域より少し高い周波数の電気信号を指す。つまり、およそ数十キロヘルツ以下の周波数の交流信号のことである。英語の audio frequency に対応する語で、AF と略記する。
しかし、同一の周波数であっても、無線通信の搬送波として使用される場合は高周波と呼ぶのが一般的である。たとえば、10 kHzのオーディオ信号は低周波であり、超長波として無線通信に用いられる場合は高周波と呼ぶのが一般的である。

## 医療・トレーニング
リハビリやペインクリニックにおいて物理療法として用いられる低周波治療器、あるいは低周波通電療法のことを単に低周波と呼ぶことがある。肌に当てた導子と呼ばれる2個以上の端子の間に、弱いパルス波電流を流す。周波数が1～2 Hzは肩こり、100～150 Hzは腰痛の治療に用いられる。周波数が高めで神経を刺激するTENSはリハビリ目的で使われている。出力を強くしたものが、バラエティ番組等で罰ゲームとして使用されることもある。
また電気パルスで筋肉を刺激するEMSは、スポーツ選手の効率的な筋力トレーニングとして効果が実証されているが、脂肪を減らす効果はないため痩身には効果が薄い。